# Oleh Sentsov
Oleh Guennádiovich Sentsov (Оле́г Генна́дійович Сенцо́в en ucraniano; 13 de julio de 1976 en Simferópol, Óblast de Crimea, RSS de Ucrania) es un cineasta ucraniano conocido por su película de 2011 Gamer. Aparte del cine, es reconocido por su activismo político opositor a las autoridades rusas. Tales posturas lo llevaron a ser arrestado en mayo de 2014 por el FSB de Rusia por "perpetrar" supuestos actos terroristas en Crimea (administrada desde 2014 por el Gobierno Ruso) y sentenciado a veinte años de prisión. Fue liberado el 7 de septiembre de 2019 en un intercambio de prisioneros entre Rusia y Ucrania.

## Biografía

### Primeros años y filmografía
Estudió económicas en Kiev. Sus dos primeros trabajos fueron A Perfect Day for Bananafish y The Horn of a Bull en 2008 y 2009 respectivamente. Gamer, su primer largometraje, debutó en el Festival Internacional de Cine de Róterdam en 2012.
El éxito en dicho festival y otros más le ayudaron a consolidar su carrera artística con la que obtuvo fondos para su siguiente proyecto: Rhino, sin embargo la producción tuvo que ser suspendida tras el inicio del Euromaidan, en el que estuvo presente. La reanudación del film estuvo programada para verano de 2014.

### Activismo
En noviembre de 2013, se produjeron continuas manifestaciones, llamadas Euromaidán, contra la administración de Víktor Yanukóvich y Sentsov empezó a formar parte del "AutoMaidán". Durante la crisis de Crimea de 2014 estuvo ayudando a repartir comida y otros bienes al ejército y autoridades ucranias cercadas en sus respectivas bases en la península.
Por su parte, el cineasta se negó a reconocer la anexión de la región por parte de Rusia así como la autoridad militar del país vecino.

## Controversia

### Arresto y detención por las autoridades rusas
El 11 de mayo de 2014 fue arrestado en Crimea bajo los cargos de "complots terroristas". Junto a él fueron también detenidos otros tres activistas: Hennadiy Afanásyev, Oleksíy Chyrniy y Oleksandr Kólchenko, los cuales fueron acusados de estos actos: ataques contra infraestructuras (puentes y suministro eléctrico) y contra monumentos públicos en Simferópol, Yalta y Sebastopol. Cargos por los que se enfrentaban a penas de veinte años de prisión.
A pesar de no disponer de pruebas contra él, las autoridades rusas lo retuvieron durante tres semanas acusado de afiliación a "banda armada" y "tenencia de explosivos de fabricación casera" con los que atacar monumentos como el memorial de la Llama Eterna o el monumento a Lenin en su ciudad natal, además de incendiar las oficinas de la Comunidad Ruso-Crimea, rama del partido político Rusia Unida. También fue acusado, junto a los demás activistas, de ser miembro del grupo paramilitar de Pravy Sektor, a pesar de que ambas partes negaran este último hecho. No obstante, la fiscalía rusa afirmó que Sentsov confesó "haber intentado o llevado a cabo acciones terroristas". Por otra parte, el cineasta y Dmitriy Dinze, abogado de la defensa quien anteriormente asistiera a las integrantes de las Pussy Riot, Nadezhda Tolokónnikova y María Aliójina, negaron tales acusaciones y denunciaron torturas para sonsacarle una confesión. De acuerdo con las palabras de la abogacía de Sentsov, los investigadores se negaron a reabrir el caso sugiriendo que [el acusado] se infligió las heridas.
El 19 de mayo de 2014 fue enviado a la prisión de Lefórtovo de Moscú. Compañeros de profesión europeos, entre los que se encuentran Agnieszka Holland, Ken Loach, Mike Leigh y Pedro Almodóvar hicieron llegar una carta al Presidente ruso Vladímir Putin en la que pedían la excarcelación del activista. El 26 de junio, el Consejero Presidencial de Rusia por los Derechos Humanos, Víktor Grin apeló al ayudante del fiscal a que reconsiderase las circunstancias que conllevaron al arresto tanto de Sentsov y de un activista ucraniano de ideología ecologista, antifascista y anarquista.
El Consejo respondió en su web que los fiscales "no encontraron evidencias de que la detención del cineasta, así como de cualquier otro sospechoso, fuere alterada". El 7 de julio de 2014, su pena de prisión fue extendida a tres meses y posteriormente al 11 de enero de 2015.
En cuanto a las autoridades ucranianas, les fue vetado el derecho a asistir a su conciudadano. Sentsov declaró que lo privaron de su derecho como ciudadano ucraniano. Por su parte, la Unión Europea y Estados Unidos condenaron la detención del cineasta y activista y exigieron su puesta en libertad.

### Juicio
A pesar del llamamiento por parte de la comunidad internacional y la carta de cineastas extranjeros, Sentsov fue juzgado por terrorismo.
El 25 de agosto de 2015 la Corte Rusa de Rostov del Don lo sentenció a veinte años de prisión. La reacción por parte de los gobiernos occidentales, Amnistía Internacional y el representante de la Academia de Cine Europeo, Mike Downey no se hicieron esperar coincidiendo en que "el juicio fue una farsa".
El 11 de febrero de 2017, en el Festival de Cine de Berlín fue estrenado el documental The Trial: The State of Russia vs Oleg Sentsov (El caso: el Estado de Rusia contra Oleg Sentsov) del director ruso Askold Kúrov (Askold Kurov) donde, en orden cronológico, se pormenoriza cómo Sentsov es convertido en una presa política del sistema de represión de Rusia. La película recoge las declaraciones de los testigos, jueces, abogados y del propio Sentsov tras oír el veredicto de los jueces.

## Huelga de hambre
El 14 de mayo de 2018 Oleh Sentsov iniciaba una huelga de hambre indefinida exigiendo la liberación de todos los presos políticos ucranianos encarcelados en Rusia. El 2 de agosto de 2018, Amnistía Internacional denunciaba la negativa de las autoridades rusas a permitirle el acceso al cineasta ucraniano. El 10 de agosto de 2018, el presidente de Francia, Emmanuel Macron, en una conversación telefónica con su homólogo ruso, Vladímir Putin, expresó "su preocupación por el hecho de que la salud de Sentsov, al parecer, está empeorando" y llamó a Rusia a "encontrar inmediatamente una solución humanitaria para esta situación".
El 13 de agosto de 2018, artistas, cineastas y otras personalidades internacionales del mundo de la cultura, entre ellos los directores de cine españoles Fernando Trueba y Jaime Rosales, hicieron un llamamiento en favor de la libertad "inmediata" del realizador ucraniano Oleh Sentsov, encarcelado en Rusia. El director estadounidense David Cronenberg, los franceses Jean-Luc Godard y Michel Hazanavicius, el mexicano Amat Escalante, el británico Ken Loach o el rumano Cristian Mungiu participan en esta reivindicación, apoyada también por la ministra francesa de Cultura, Françoise Nyssen.
Al cumplirse tres meses desde el inicio de la huelga de hambre de Oleh Sentsov el 14 de agosto de 2018, la Academia de Cine Europeo ha emplazado a los ciudadanos a exigir la liberación del director de cine ucraniano publicando artículos en los medios o dirigiendo mensajes, tuits o faxes a las embajadas de Rusia en el mundo. Así mismo realiza el siguiente llamamiento:
"Medios de todo el mundo, jefes de estado, secretarios de relaciones exteriores, miembros de los parlamentos nacionales y del Parlamento Europeo, ciudadanos: 
 el martes 14 de agosto unid vuestras voces para hacer al presidente Putin un gran llamamiento a la humanidad:
 ¡Señor Presidente, tenga piedad! ¡Libere a Oleg Sentsov!".
El 15 de agosto de 2018, la Oficina del Alto Comisionado de las Naciones Unidas para los Derechos Humanos denunció su encarcelamiento exigiendo su inmediata e incondicional liberación.

## Liberación

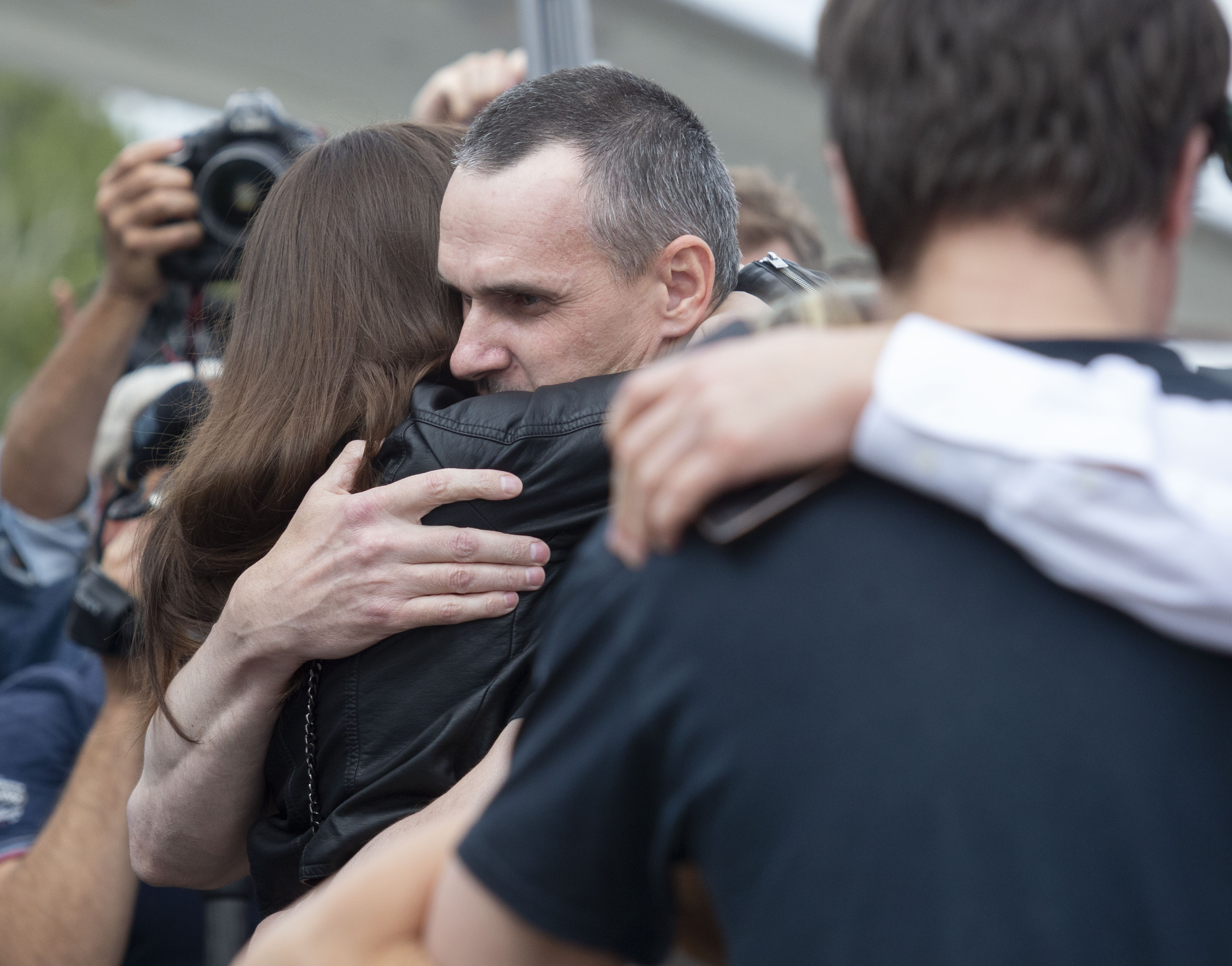
El regreso de Sentsov a Ucrania

El 7 de septiembre de 2019 fue liberado al formar parte del grupo de presos intercambiados entre Rusia y Ucrania logrado entre ambos países tras semanas de negociación.
Tras la liberación del cineasta, la primera aparición en un evento público fue realizada en España, en el marco del XVIº Festival de Cine y Derechos Humanos de Barcelona.

## Premios y reconocimientos
- En 2018, el Parlamento Europeo le otorgó el Premio Sájarov de Libertad de Conciencia.[34][35]

## Trabajos

### Películas
| 2011 | Gamer                                          | Sí | Sí | Sí |    |       | documental   |
| 2013 | Rhino                                          | Sí | Sí |    |    |       | sin terminar |
| 2017 | The Trial: The State of Russia vs Oleg Sentsov |    |    |    | Sí | cameo | documental   |

### Prosa
- «Купите книгу — она смешная» ("Buy the book, it is funny", 2014)[38]
- Рассказы ("Tales". Kiev: Laurus, 2015)

### Dramaturgia
- «Номера» (Nomera) — playwright.[39][40]